# Kematen an der Krems
Kematen an der Krems é um município da Áustria localizado no Linz-Land, no estado de Alta Áustria.